# Dekalog, Vier
Dekalog, Vier ist ein polnischer Fernsehfilm aus dem Jahr 1990. Als der vierte Teil der Dekalog-Reihe des Regisseurs Krzysztof Kieślowski behandelt der Film das vierte Gebot Du sollst Vater und Mutter ehren.

## Inhalt
Die 20-jährige Schauspielschülerin Anka wächst bei ihrem Vater Michal auf. Ihre Mutter ist kurz nach ihrer Geburt gestorben. Als Michal auf eine Reise geht, findet Anka einen an sie adressierten Brief, den sie allerdings ihrerseits erst nach dem Tode Michals öffnen darf. Sie beginnt den Brief zu öffnen, findet jedoch einen zweiten Brief im ersten mit der Handschrift ihrer Mutter. Als sie danach die Sachen ihrer Mutter im Keller anschaut, findet sie einen leeren Umschlag und präpariert einen identisch aussehenden Umschlag wie den inneren im Brief. Als Michal von der Reise zurückkehrt, konfrontiert sie ihn damit, dass im inneren Brief stehen würde, dass er gar nicht ihr leiblicher Vater sei. Wie sich herausstellt, wusste Anka schon seit fünf Jahren von dem Brief und hat die Wahrheit längst geahnt. Michal seinerseits wollte ihr den Brief schon geben, seit sie 10 Jahre alt war, schaffte es aber zunächst nicht („… mit 10 warst du zu klein und mit 15 zu groß …“). Er nahm ihn jahrelang immer mit, wenn er auf Reisen war, damit sie ihn nicht fand, aber er ahnte, dass sie von dem Brief schon lange wusste. Und so ließ er ihn diesmal „versehentlich“ liegen, damit sie ihn finden und lesen kann. Es kommt zu ungemein offenen Gesprächen zwischen den beiden, in dem beide immer wieder ihre Rollen von „Vater / Tochter“ bis hin zu „Mann / Frau“ wechseln. Es scheint, dass die Beziehung im Verhältnis „Vater / Tochter“ für immer vorbei ist. Nach und nach versöhnen sich Anka und Michal wieder. Am nächsten Morgen geht Michal aus dem Haus und Anka läuft ihm „Vater, Vater“ rufend hinterher und sagt ihm, dass sie den Brief nur gefälscht hat, und zeigt ihm zum Beweis einen immer noch verschlossenen Brief ihrer Mutter. Gemeinsam verbrennen sie den Brief. Ein kleiner Rest mit den ersten Sätzen des Briefes bleibt übrig. Er beginnt fast wörtlich genau so wie der Brief, den Anka Michal präsentiert hat.
Kieslowski stellt in diesem Film dem 4. Gebot ein Tabuthema entgegen, nämlich die Liebe zwischen Vater und Tochter. Erkenntnisse Freuds spielen hier eine genauso große Rolle wie die Erkenntnis, dass die heutige Wirklichkeit sehr viel komplexer gestaltet ist als sich die Verfasser der Gebote das ausmalen konnten.

## Kritik
„Die Geschichte trägt Züge eines klassischen Einakters, ist intensiv gespielt, aber stark konstruiert.“